# Douglas Melville
Douglas McKenzie Melville (Johannesburg, 17 febbraio 1928 – ...) è stato un pallanuotista sudafricano.
Ha fatto parte del Sudafrica che ha disputato il torneo di pallanuoto ai Giochi di Helsinki 1952.